# 梅南 (愛達荷州)
梅南（英語：Menan）是一個位於美國愛達荷州傑佛遜縣的城市。

## 地理
梅南的座標為43°43′14″N 111°59′42″W / 43.72056°N 111.99500°W，而該地的平均海拔高度為1465米（即4806英尺）。

## 人口
根據2010年美國人口普查的數據，梅南的面積為2.66平方千米，當中陸地面積為2.66平方千米，而水域面積為0.00平方千米。當地共有人口741人，而人口密度為每平方千米278.57人。